# Powierzchnia swobodna

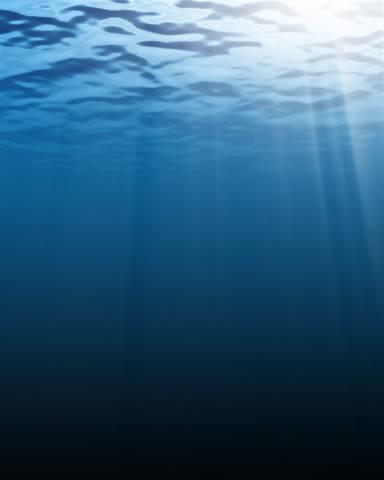
Powierzchnia swobodna wody w oceanie widziana od dołu.

Powierzchnia swobodna cieczy – powierzchnia styku cieczy z próżnią lub płynem (tzn. gazem lub cieczą). Kształt jaki przyjmuje zależy od sił działających na granicy cieczy i dla cieczy nie poddawanej przyspieszeniu jest zawsze prostopadła do siły wypadkowej działającej na ciecz na jej powierzchni.
Powierzchnią swobodną jest górna powierzchnia cieczy w naczyniu, powierzchnia kropli, bańki, strumienia cieczy w gazie.
Powierzchnia swobodna w pobliżu styku z ciałem stałym lub inną cieczą tworzy menisk.
W warunkach ziemskich powierzchnia swobodna jednorodnej cieczy, w tym powierzchnia styku z powietrzem spoczywającej wody w naczyniach, jeziorach, oceanach, nie poddawana działaniu sił, z dala od styku cieczy z innymi ciałami (poza nieruchomym powietrzem), jest powierzchnią poziomą. Szczególnym przypadkiem takiej powierzchni jest powierzchnia mórz i oceanów, a jej wysokość jest zwana poziomem morza.
W jednorodnym polu grawitacyjnym powierzchnia ta jest płaska i prostopadła do wektora siły ciężkości. Można uznać, że taka sytuacja występuje dla powierzchni znacznie mniejszych od rozmiarów Ziemi. Gdy nie można pominąć kulistości Ziemi, powierzchnia swobodna jest geoidą i może być w przybliżeniu uważana za sferę lub dokładniej elipsoidę.
Pływy wywoływane oddziaływaniem Księżyca i Słońca, różnice ciśnienia, lokalne odchylenia w przyspieszeniu ziemskim, prądy morskie, wprowadzają niewielkie odchylenia powierzchni swobodnej wody, zmieniając poziom morza.